# El perfecto David
El perfecto David es una película dramática argentina-uruguaya de 2021 dirigida por Felipe Gómez Aparicio. Narra la historia de un adolescente que busca lograr un cuerpo perfecto impulsado por ejercicios físicos desmedidos y por los ideales obsesivos de su madre. Está protagonizada por Mauricio Di Yorio, Umbra Colombo, Nicasio Galán, Agustín Bello, Alejandro Paker, Antonella Ferrari, Germán Baudino y Diego Starosta. La película fue estrenada el 15 de junio de 2021 durante el Festival de cine de Tribeca y luego tuvo su lanzamiento limitado en las salas de cines de Argentina el 9 de diciembre de 2021 bajo la distribución de Cine Tren.
La película fue aclamada por parte de la crítica especializada, quienes elogiaron la actuación de Di Yorio y Colombo, así como la dirección de Gómez Aparicio y la fotografía de Veloso. En el sitio Todas las críticas tuvo un porcentaje de aprobación del 76%.

## Sinopsis
Cuenta la historia de David (Mauricio Di Yorio), un adolescente cuyo físico es moldeado en base a rutinas exigentes y los ideales de su madre Juana (Umbra Colombo), quien es una artista plástica y desarrolla una obsesión por lograr que su hijo tenga un cuerpo perfecto sin importarle los intereses y la salud de David.

## Reparto
- Mauricio Di Yorio como David Galucci
- Umbra Colombo como Juana Galucci
- Nicasio Galán como Camote
- Agustín Bello como Ladilla
- Alejandro Paker como Pedro
- Antonella Ferrari como Micaela
- Germán Baudino como Rector Yubro
- Diego Starosta como Lucas
- Francisco Bereny como McAllister
- José Luis Sain como Sergio "Mastodonte"
- Agustina Cabo como Romina
- Martín Lacour como Morton
- Pablo Staffolarini como Doctor
- Sofía Saborido como Anita

## Recepción

### Comentarios de la crítica
La película recibió en su mayoría críticas positivas por parte de los expertos. En una reseña para el diario La Nación, Alejandro Lingenti calificó a la película de «muy buena», diciendo que la actuación de Colombo es muy precisa al interpretar a una mujer fría y egoísta, mientras que Di Yorio interpreta su personaje con solidez. Por su parte, Horacio Bernades de Página/12 puntuó a la película con un 8, destacando que el montaje de la cinta es «tan preciso como un entrenamiento». Diego Batlle del portal Otros Cines escribió que el director (Gómez Aparicio) y el director de fotografía (Veloso) ofrecen un retrato íntimo y detallado sobre el universo de fisicoculturismo, como así también se trata de una película «fascinante y provocadora con una apuesta llena de contrastes que combina rebeldía, vergüenza, empoderamiento, toxicidad, angustia y virilidad». Por su lado, Ignacio Dunand del sitio web El Destape consideró al filme como «muy bueno», ya que está «enmarcada por una apropiada fotografía con tonalidades sepia, que potencian las emociones de los personajes» y destacó la interpretación de Colombo, escribiendo que se trata de una actuación «fría e impecable, logrando generar tensión en la trama y rechazo hacia su personaje al mismo tiempo».
Por otro lado, Juan Pablo Russo de Escribiendo Cine también calificó a la película con un 8, diciendo que el trabajo de Gómez Aparicio como director y la actuación de Di Yorio son «una obra contenida, sutil, donde el cuerpo habla y las palabras sobran». Agostina Vicente Sánchez de Cuatro Bastardos elogió las actuaciones de Di Yorio y Colombo, diciendo que el primero logra componer un personaje «contrariado, confundido, furioso consigo mismo y con el mundo que lo rodea, sumiso frente a la mirada de su madre», mientras que la segunda «brilla en su papel de madre obsesionada con la perfección y juntos logran construir una relación madre-hijo que incomoda por sus tintes edípicos».

### Premios y nominaciones
| Lista de premios y nominaciones | Lista de premios y nominaciones                        | Lista de premios y nominaciones | Lista de premios y nominaciones | Lista de premios y nominaciones | Lista de premios y nominaciones |
| Año                             | Organización                                           | Categoría                       | Nominado/a(s)                   | Resultado                       | Ref(s)                          |
| ------------------------------- | ------------------------------------------------------ | ------------------------------- | ------------------------------- | ------------------------------- | ------------------------------- |
| 2021                            | Festival Internacional de Cine de Warsaw               | Competencia espíritu libre      | Felipe Gómez Aparicio           | Nominado                        | [ 11 ]                          |
| 2021                            | Festival Internacional de Cine de Montelupo Fiorentino | Mejor película extranjera       | El perfecto David               | Ganador                         | [ 12 ]                          |
| 2022                            | Premios Cóndor de Plata                                | Revelación masculina            | Mauricio Di Yorio               | Nominado                        | [ 13 ]                          |